# Левица (Србија)
Левица је политичко удружење грађана у Србији које води Слободан Миловановић, друштвени и политички активиста.
Удружење се у свом деловању залаже за окупљање прогресивних снага и реализацију циљева из области друштвене, еколошке и социјалне правде. На политичкој сцени Србије Левица се позиционира као оштра опозиција Српској напредној странци и Александру Вучићу.

## Идеолошка основа и програм
Програм Левице заснива се на више докумената, у којима удружење прецизније дефинише своје политичке ставове: 
- Национална програмска платформа „Србија за све”,
- Нови друштвени уговор,
- Србија на првом месту и
- Фискална стратегија.

Од почетка свог деловања удружење је такође усвојило неколико програмских декларација којима наглашава своја залагања, на теме војне и политичке неутралности, екологије, радних питања, менталног здравља и ограђивања од могућности сарадње са странкама и појединцима који чине власт окупљену око Српске напредне странке.
Удружење је у сарадњи са Уједињеним синдикатом здравства Србије половином фебруара 2022. године донело програмску декларацију о унапређењу положаја и заштити достојанства радника у здравству.
Председник удружења Миловановић је у ауторском тексту за Данас 12. августа 2022. године предложио оквир могућег решења статуса Косова.